# 荻pote
荻pote（おぎぽて）は、日本のイラストレーター。新潟県出身・在住。ライトノベルのイラストや、キャラクターデザインも手掛ける。

## 人物
子どもの頃から絵を得意としており、高校時代には友人の紹介でDTPに出会う。初めてイラストの仕事を受けたのは高校生の時で、趣味でウェブ小説を書いている作者から挿絵の依頼を受けた。大学は美術教師を目指して教育学部に進み、日本画を学ぶ。卒業後はフリーランスのイラストレーターとして活動を始めた。地方出身ならではのノスタルジックなイラストが評価を受け、ライトノベルのイラストなどに起用されている。
作風は京都アニメーションの作品、中でも『けいおん!』に影響を受け、アニメ塗りを得意とする。特に瞳の描き込みや光の陰影に特徴を持つ。作画ツールは、高校生当時よりペイントツールSAIを使用している。
第9回より絵師100人展に出展。商業作品のほか、サークル「いもむすめ。」名義で同人活動も行う。

## 作品

### 画集
- 『あいきょう 荻pote作品集』（KADOKAWA、2021年2月17日発売、ISBN 978-4-04-605097-7）[5]

### イラスト
- 『ラストセイバーシリーズ』（原作:兎月山羊、アスキー・メディアワークス/KADOKAWA 電撃文庫）[6]

1. 救世の後継 2012年11月10日発売 ISBN 9784048910187
2. 恋殺の剣誓 2013年2月10日発売 ISBN 9784048913768
3. 叡智の花嫁 2013年7月10日発売 ISBN 9784048917599

- 『非モテの呪いで俺の彼女が大変なことに』（原作:藤瀬雅輝、宝島社 このライトノベルがすごい!文庫、2013年10月10日発売、ISBN 978-4-8002-1698-4 [7]）
- 『簒奪王のレコンキスタ』（原作:森田陽一、SBクリエイティブ GA文庫、2014年09月13日発売、ISBN 978-4-7973-8097-2）[8]
- 『コズミックアライブ』（原作:真子晃一、オーバーラップ オーバーラップ文庫、2014年12月25日発売、ISBN 978-4-86554-025-3）[9]）
- 『教導覇帝の完戦常勝譚〈パーフェクトヴィクトリア〉』（原作:稲波翔、SBクリエイティブ GA文庫、2015年8月12日発売、ISBN 978-4-7973-8452-9）[10]）
- 三井住友カード『初音ミク』マスターカード[11]
- ルスツリゾート 2015-2016 『雪ミク』コラボイベント キービジュアル[12]
- 『キモイマンシリーズ』（原作:中沢健、小学館 ガガガ文庫）[13]

1. 2017年1月18日発売 ISBN 978-4-09-451653-1
2. 2017年6月20日発売 ISBN 978-4-09-451682-1

- 『（この世界はもう俺が救って富と権力を手に入れたし、女騎士や女魔王と城で楽しく暮らしてるから、俺以外の勇者は）もう異世界に来ないでください。』（原作:伊藤ヒロ、KADOKAWA MF文庫J、2017年3月25日発売、ISBN 9784040691480）[14]
- 『せきゆちゃん（嫁）』（原作:氷高悠、KADOKAWA 富士見ファンタジア文庫、2017年5月20日発売、ISBN 9784040723297）[15]
- 『東京ダンジョンマスター ～社畜勇者(28)は休めない～』（原作:三島千廣、KADOKAWA ファミ通文庫、2017年9月30日発売、ISBN 9784047347786）[16]
- 『温泉むすめ 神さまだけどアイドルはじめます!』（原作:エンバウンド、KADOKAWA、2017年12月20日発売、ISBN 978-4-04-072545-1）[17]
- 『ラストピリオド 果たすべき約束の物語』（原作:暁雪、KADOKAWA MF文庫J、2018年4月25日発売、ISBN 978-4040698601）[18]
- 『魔王LV999≒勇者LV1〜モテすぎの俺は嘘で死ぬ？〜』（原作:原雷火、集英社 ダッシュエックス文庫、2018年10月25日発売、ISBN 978-4-08-631270-7）[19]
- 『ハズレ判定から始まったチート魔術士生活』（原作:篠浦知螺、双葉社 Mノベルス、全2巻）[20]（同作コミカライズ版ではキャラクター原案を担当。）

1. 2018年10月31日発売 ISBN 978-4-575-24124-2
2. 2019年3月30日発売 ISBN 978-4-575-24162-4

- 『クズ異能【温度を変える者《サーモオペレーター》】の俺が無双するまで』（原作:鍋敷、主婦と生活社 PASH!ブックス、全2巻）[21]（同作コミカライズ版ではキャラクター原案を担当。）

1. 2018年12月21日発売 ISBN 978-4-391-15252-4
2. 2019年5月31日発売 ISBN 978-4-391-15370-5

- 『こちら、終末停滞委員会。』（原作:逢縁奇演、KADOKAWA 電撃文庫）

1. 2024年7月10日発売 ISBN 978-4-04-915800-7
2. 2024年9月10日発売 ISBN 978-4-04-915906-6

### キャラクターデザイン
- Live2Dコラボキャラクター『春傘つみき』[22]
- 温泉むすめ『潤目アリア』（キャラクター原案）[23]
- 大日本印刷 FUN'S PROJECT『ファンズちゃん、ジェクトくん』[24]